# 龍鳳 (韓林兒)
龍鳳（1355年二月二日—1366年十二月）为中国元朝时期起义者、韩宋皇帝韩林儿（小明王）的年号，共12年。韩林儿死后，其属下吴王朱元璋改次年（1367年）为吴元年，吴二年（1368年）改元洪武，建立明朝。
朱國禎《湧幢小品》有「龍鳳、興定又元末偽主宋年號」。鍾淵映《歷代建元考》認為兴定是金宣宗的年號，小明王只建元龍鳳，並未改元。
根據張良《明興甲辰紀元考實》的考証，朱元璋在韓宋龍鳳十年（1364年）消滅陳友諒以後，在新征服的江西、湖廣一帶使用「甲辰」紀年，但是在其核心統治區仍舊使用著韓宋政權的龍鳳年號。

## 改元
- 元朝至正十五年——二月二日，韓林兒改元為龍鳳元年。[3][4][5][6][7]

## 大事記
- 龍鳳元年——二月二日，韓林兒即位為帝，建國大宋。
- 龍鳳十二年——十二月，朱元璋派廖永忠迎接韓林兒到應天府，韓林兒所乘船隻渡長江時沉沒，韓林兒遇難。[8][9]

## 公元纪年对照表
| 龍鳳 | 元年   | 二年   | 三年   | 四年   | 五年   | 六年   | 七年   | 八年   | 九年   | 十年   |
| ---- | ------ | ------ | ------ | ------ | ------ | ------ | ------ | ------ | ------ | ------ |
| 公元 | 1355年 | 1356年 | 1357年 | 1358年 | 1359年 | 1360年 | 1361年 | 1362年 | 1363年 | 1364年 |
| 干支 | 乙未   | 丙申   | 丁酉   | 戊戌   | 己亥   | 庚子   | 辛丑   | 壬寅   | 癸卯   | 甲辰   |
| 龍鳳 | 11年   | 12年   |        |        |        |        |        |        |        |        |
| 公元 | 1365年 | 1366年 |        |        |        |        |        |        |        |        |
| 干支 | 乙巳   | 丙午   |        |        |        |        |        |        |        |        |

## 同期存在的其他政权年号
- 中國
  - 至正（1341年－1370年）：元朝—元順帝之年號
  - 治平（1351年－1355年）：元朝時期—徐壽輝之年號
  - 太平（1356年－1358年）：元朝時期—徐壽輝之年號
  - 天啟（1358年－1359年）：元朝時期—徐壽輝之年號
  - 天定（1359年－1360年）：元朝時期—徐壽輝之年號
  - 天佑（1354年－1357年）：元朝時期—張士誠之年號
  - 大义（1360年－1363年）：元朝時期—陳友諒之年號
  - 德壽（1363年－1364年）：元朝時期—陳理之年號
  - 天統（1363年－1366年）：元朝時期—明夏政權明玉珍之年號
- 越南
  - 紹豐（1341年－1357年）：陳朝—陳裕宗陳暭之年號
  - 大治（1358年－1368年）：陳朝—陳裕宗陳暭之年號
- 日本
  - 正平（1347年－1370年）：南朝—後村上天皇与長慶天皇之年号
  - 建德（1370年－1372年）：南朝—长庆天皇之年号
  - 文和（1352年－1356年）：北朝—後光嚴天皇之年號
  - 延文（1356年－1361年）：北朝—後光嚴天皇之年號
  - 康安（1361年－1362年）：北朝—後光嚴天皇之年號
  - 貞治（1362年－1368年）：北朝—後光嚴天皇之年號

## 深入閱讀
- 李崇智. . 北京: 中華書局. 2004年12月. ISBN 7101025129.
- 鄧洪波. . 臺北: 國立臺灣大學東亞經典與文化研究計劃. 2005年3月  [2021-11-10]. ISBN 9789860005189. （原始内容 (pdf)存档于2007-08-25）.

| 前一年號： — | 韩宋年号 1355年ㄧ1366年 | 下一年號： 朱吴：吴 |